# パームスプリングス (カリフォルニア州)
パームスプリングス（英: Palm Springs）は、アメリカ合衆国カリフォルニア州の南部リバーサイド郡にある都市。人口は4万4575人（2020年）。ロサンゼルスの東170キロメートルに位置する砂漠リゾートである。市には有名なゴルフコースが数箇所ある。他のレクリエーションは水泳、テニス、乗馬、ハイキングなどである。
パームスプリングスのダウンタウンは南カリフォルニアの高峰、サンジャシント山脈（3554メートル）の東の麓に位置している。真夏でも、山頂は雪が積もっている。

## 歴史
1876年～1877年にカウイヤ先住民住居区が設置された。この住居区はパームスプリング市内にもあり、チェッカーボード状に配置されている。
カウイヤ族はこの地域を彼らの言葉で「温泉」を表す語で「セキ」と呼称した。スペインの探検家はここをアグア・カリエンテ（熱水）と名付けた。現在の「パームスプリングス」という名前は、この地域の最初の地図に載った「パームシティ」からである。温泉はこの地域で重要な役割を果たした。「パーム」は、先住民の谷に多数成育していた椰子(en:Washingtonia filifera)からである。
1876年にサザンパシフィック鉄道が開通すると、複数のホテルが建設された。
1970年頃に、越してくる定年者・退職者が増え、避寒地から通年保養地となった。
7月,8月には休業していたホテルなども営業されるようになった。
1969年に栃木県日光市の姉妹都市となった。
2020年代においては、市の人口の約半数をLGBTQが占めるとされる。2025年には不妊治療や代理母出産、性的少数者の家族形成の支援を行っているクリニックがテロの標的に遭う出来事があった。

## 地理
パームスプリングスは北緯33度49分26秒 西経116度31分49秒 / 北緯33.82389度 西経116.53028度に位置している。ロサンゼルスから向かうとコーアチェラ・バレーの入口にあたる。
アメリカ合衆国統計局によると、パームスプリングスは総面積246.3 km² (95.1 mi²) である。このうち244.1 km² (94.2 mi²) が陸地で0.88%の2.2 km² (0.8 mi²) が水域である。
パームスプリングスは、北のリトルサンバーナーディーノ山脈,南のサンタロサ山脈,西のサンジャシント山脈に隔てられている。この地形はパームスプリングを高温乾燥にしている。パームスプリングでは、一年に354日の日照が望める。年間降水量は130mm,年間平均気温は21℃である。冬の平均気温は12-17℃だが、夏は27-32℃。4月から10月にかけて最高気温は30℃以上で、6･7月は40℃以上になる。砂漠なので日較差が大きい。

## 交通
パームスプリングス国際空港がダウンタウンの東5キロメートルに立地している。

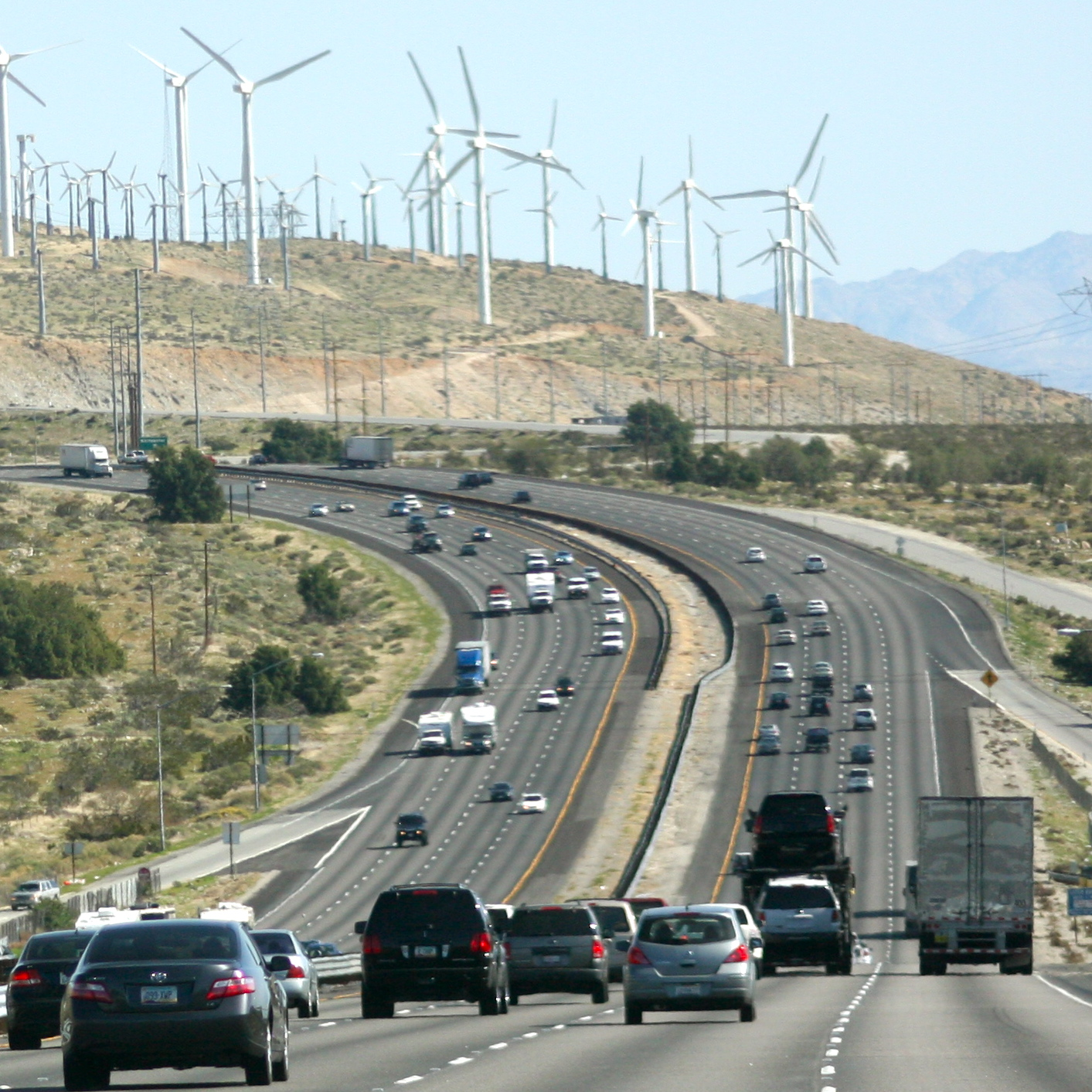
I-10

州間高速道路10号線が市域の北部を通る。

## 人口動勢
2000年の国勢調査によると、市の人口は42,807人。20,516世帯、9,457家族が暮らしている。
人口密度は175.4人/km²。
| 人種                   | 割合   |
| ---------------------- | ------ |
| 白人                   | 78.33% |
| アフリカン・アメリカン | 3.93%  |
| アジア                 | 3.83%  |
| 先住民                 | 0.94%  |
| 太平洋諸島             | 0.14%  |
| その他純血             | 9.78%  |
| 混血                   | 3.06%  |

| 年齢層   | 割合  |
| -------- | ----- |
| 18歳未満 | 17.0% |
| 18-24歳  | 6.1%  |
| 25-44歳  | 24.2% |
| 45-64歳  | 26.4% |
| 65歳以上 | 26.2% |

| 性別 | 割合  |
| ---- | ----- |
| 男性 | 53.9% |
| 女性 | 50.0% |

| 統計単位 | 金額   |
| -------- | ------ |
| 世帯     | 35,973 |
| 家族     | 45,318 |
| 男性     | 33,999 |
| 女性     | 27,461 |

一人当たり収入は25,957米ドル。
| 統計単位 | 割合  |
| -------- | ----- |
| 家族     | 11.2% |
| 人口     | 15.1% |

## 見どころ

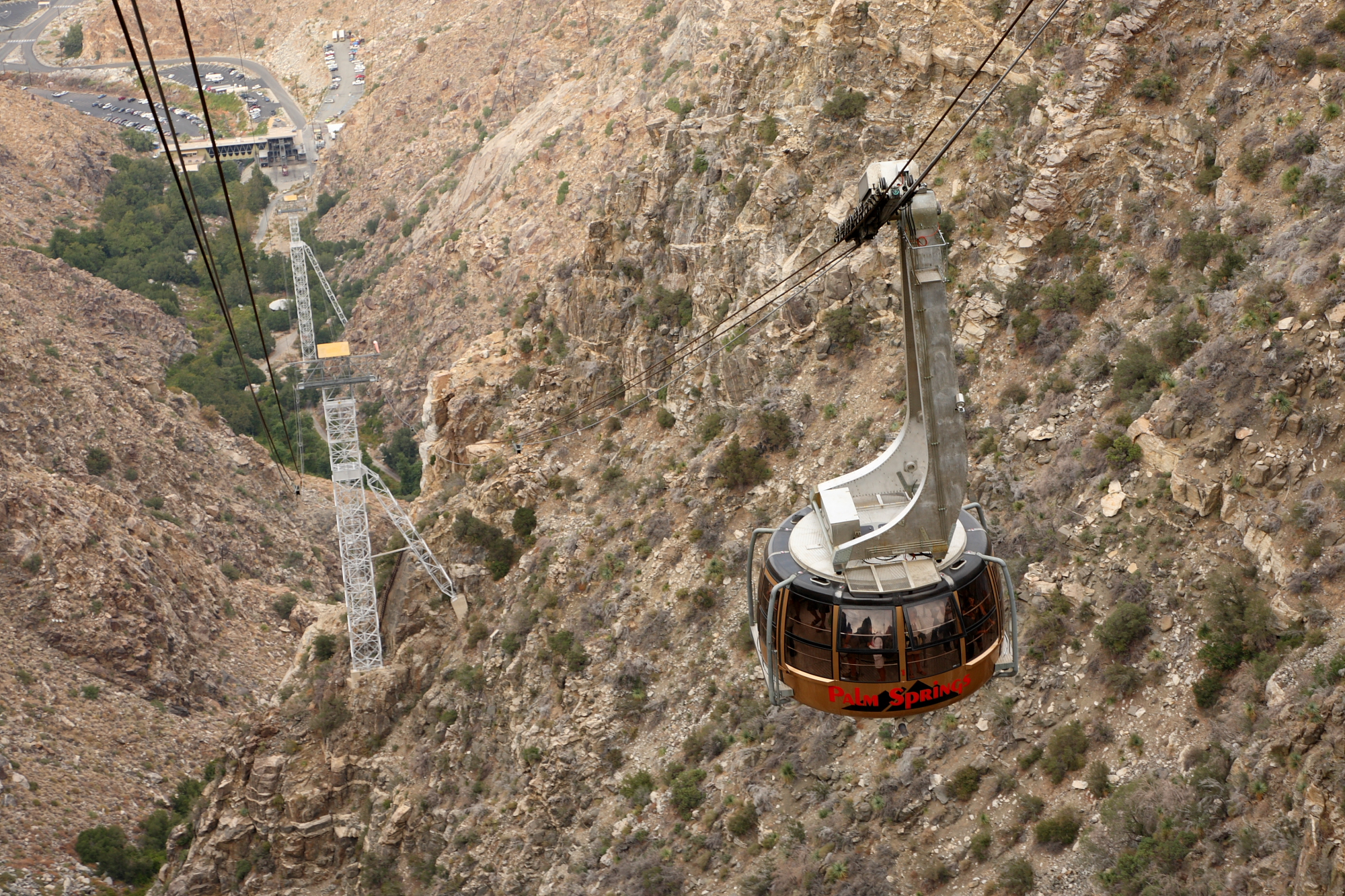
エリアル・トラムウェイ

有名人もパームスプリングスを訪れるが、現在では観光、不動産、買い物、賭博が主な産業である。　
- インディアン・キャニオン　カウイヤ族の神聖な場所。
- パームスプリングス・エリアル・トラムウェイ。チノ・キャニオンにあり、サンハシント山をゴンドラが回転しながら上る。　世界一大きな回転式ロープウェイ。
- アグア・カリエンテ文化博物館　カウイヤの文化・歴史などの博物館。
- アグア・カリエンテスパリゾートホテル&カジノ